# Беляк (герб)

Герб Беляк в классическом начертании

Беляк (пол. Bielak) — польский дворянский герб.

## Происхождение
Согласно описанию Юлиуша Островского, происхождение герба неизвестно.
Северин Уруский утверждает, что герб был присвоен старинному татарскому роду, осевшему в Литве.
Герб Беляк был внесён в Гербовник дворянских родов Царства Польского.

## Описание
В поле червлёном — две серебряные колонны в ряд. Над щитом корона.
Оригинальный текст (пол.) W polu czerwonem — dwa srebrne filary rzedem. Nad tarczą korona.
— Juliusz Ostrowski: Księga herbowa rodów polskich, T.2
В описании герба в Гербовнике Северина Уруского указано, что «на щите корона без шлема».

## Род — носитель герба
Bielak (Беляк).

## Известные представители
Юзеф Беляк (1741—1794) — военный деятель Великого княжества Литовского, генерал-майор литовской армии (1772), участник русско-польской войны (1792 г.) и восстания Костюшко (1794 г.).